# 양평 옥천리 허씨며느리비
양평 옥천리 허씨며느리비는 대한민국 경기도 양평군 옥천면 옥천리에 있다. 1986년 5월 30일 양평군의 향토유적 제9호로 지정되었다.

## 개요
연대미상의 석비로서 옛날 허씨가문의 며느리에 대한 효행비로 구전되어 오고 있다 석두는 투구형으로 그 수법은 사실적으로 장방형의 석좌위에는 연문이 장식되어 있다. 비의 재료는 화강암이며, 높이는 150cm, 폭 50cm, 두께는 19cm의 규모이며, 석문은 마멸이 심하여 판독이 전혀 불가능하다. 현재의 위치가 원위치인지도 확인할 수 없다. 비의 형태로 보아 대략 조선 전기에 조성된 것으로 추정된다.